# Примроуз, Гарри, 8-й граф Розбери
Гарри Рональд Нил Примроуз, 8-й граф Розбери, 4-й граф Мидлотиан, известный в 1974 — 2024 годах как Гарри Далмени, по титулу учтивости лорд Далмени (англ. Harry Primrose, 8th Earl of Rosebery; род. 20 ноября 1967 года) — британский аристократ и председатель Sotheby’s в Великобритании. Член британской аристократии, он держателем десяти дворянских титулов, в том числе графств Розбери и Мидлотиан, семейного поместья Примроуз в Далмени-хаусе и вождя клана Примроуз. Гарри Далмени — заместитель лейтенанта графства Мидлотиан и член Королевской роты лучников.

## Ранняя жизнь
Гарри Примроуз родился 20 ноября 1967 года. Единственный сын Нила Примроуза, 7-го графа Розбери (род. 1929) и его жены Элисон Мэри Дейдре Рид (род.1931). Он правнук премьер-министра Великобритании Арчибальда Примроуза, 5-го графа Розбери, и Ханны де Ротшильд, самой богатой женщины Великобритании. Графы Роузбери владеют Далмени-хаусом, а также Ментмор-Тауэрс до 1977 года.
Он получил образование в Школе Дракона, Оксфорде и Итонском колледже. Затем он изучал историю искусств в Тринити-колледже в Кембридже.

## Карьера
Лорд Далмени поступил в Sotheby’s в 1990 году, чтобы работать в отделе продаж загородных домов. В 2000 году он стал директором Sotheby’s, а с 2003 по 2007 год был председателем Sotheby’s Olympia. Он также взял на себя ответственность за отдел продаж с одним владельцем в 2006 году и стал заместителем председателя Sotheby’s в Великобритании в 2007 году. Он стал председателем Sotheby’s в 2017 году.
В качестве директора Sotheby’s по продажам загородных домов в Великобритании лорд Далмени стоял за трибуной и на вершине молотка на некоторых из самых громких аукционов в Европе, включая продажу герцога Девонширского в Чатсуорт-Хаусе и аукцион 2004 года. В Хоуптаун-Хаусе была продана рекордная продажа картины Джека Веттриано « Поющий дворецкий» за 744 800 фунтов стерлингов.
В 2013 году лорд Далмени ехал в карете королевы в Ройал-Аскоте.
В 2014 году семья Примроуз продала картину Дж. М. У. Тернера «Рим с горы Авентин» за 30,3 миллиона фунтов стерлингов для финансирования реставрационных работ в доме Далмени. Картина, считающаяся одной из лучших работ Тернера, была куплена будущим премьер-министром Арчибальдом Примроузом в 1878 году.
В 2019 году лорд Далмени председательствовал на аукционе картины Клода Моне «Мёль» 1890 года за 110,7 миллиона долларов США на аукционе Sotheby’s в Нью-Йорке, что является рекордом для произведений импрессионистов.

## Личная жизнь
18 июня 1994 года лорд Далмени женился на Кэролайн Даглиш (род. 1959), бывшей исследовательнице Консервативной партии, работавшей на члена парламента Роберта Джонса и лорда Стратклайда. Она является покровительницей Королевского Каледонского бала. Они живут между Лондоном и Шотландией, где у него есть дом и ферма в Моффат-Хиллз. У них пятеро детей:
- Достопочтенная Марина Шарлотта Элизабет Примроуз (род. 28 октября 2002)
- Достопочтенная Лавиния Ева Мэрион Примроуз (род. 13 октября 2003)
- Достопочтенная Дельфи Хелен Изобель Примроуз (род. 13 октября 2003), британская модель, TikToker и светская львица
- Достопочтенная Селеста Маргарет Луиза Примроуз (род. 13 октября 2003)
- Достопочтенный Альберт Каспиан Гарри Примроузз, лорд Далмени (род. 8 сентября 2005).

Супруги развелись в 2014 году. По состоянию на 2018 год он состоял в отношениях с норвежской наследницей судоходства Понтин Паус (род. 1973).
В июне 2021 года лорд Далмени объявил о своей помолвке с консультантом по искусству Гарриет Клэпем. Они поженились в 2022 году.
После смерти отца, 30 июня 2024 года, стал 8-м графом Розбери и 3-м графом Мидлотиан.